# 雙聲子
〈雙聲子〉，词牌名。
雙調一百四字，前段十一句四平韻，後段十句四平韻。

## 詞牌格式
格律對照例詞：柳永《雙聲子·晚天蕭索》
晚天蕭索，斷蓬蹤跡，乘興蘭棹東遊。三吳風景，姑蘇台榭，牢落暮靄初收。嘆夫差舊國，香徑沒、徒有荒丘。繁華處，悄無睹，惟聞麋鹿呦呦。
想當年，空運籌決戰，圖王取霸無休。江山如畫，雲濤煙浪，翻輸范蠡扁舟。驗前經舊史，嗟漫哉、當日風流。斜陽暮草茫茫，盡成萬古遺愁。
仄平平仄，仄平平仄，平仄平仄平平。平平平仄，平平平仄，平仄仄仄平平。仄平平仄仄，平仄仄、平仄平平。平平仄，仄平仄，平平平仄平平。
仄平平，平仄平仄仄，平平仄仄平平。平平平仄，平平平仄，平平仄仄平平。仄平平仄仄，平仄仄、平仄平平。平平仄仄平平，仄平仄仄平平。
五字句之首字均为领字。

## 历代作品
- 明朝屈大均有《双声子·吊东皋别业故址》